# Mary Rankin Swan
Mary Rankin Swan également connue sous le nom de Mme John Macallan Swan, née en 1865 à Coleraine en Irlande et morte à Londres en 1944, est une portraitiste irlandaise.

## Biographie
Née Mary Anne Rankin à Coleraine en Irlande, en 1865. Son père est Hamilton Rankin de Camdonagh, comté de Donegal, il est inspecteur des réseaux d'aqueduc. Elle épouse l'artiste John Macallan Swan à Cork en 1884 . C'est une artiste spécialisée dans les représentations d'enfants et parfois dans les sculptures,.
Ensemble, ils ont deux enfants, John Barye Rankin, un ingénieur qui a servi dans la marine, pendant la Première Guerre mondiale, et Mary Alice, qui est sculptrice et médailleure.
La famille vivait à Londres. Elle est décédée en 1944.
Elle figure dans le livre Women Painters of the World de 1905.